# Зграда у Ул. венац Степе Степановића бр. 22 у Сомбору
Зграда у Ул. венац Степе Степановића бр.22 у Сомбору подигнута је 1866. године и представља непокретно културно добро као споменик културе од великог значаја.

## Изглед зграде
Зграда је подигнута према пројекту сомборског инжињера Милана Гргурова, варошког мерника као једноспратна грађевина, већег габарита. Обликована је у духу еклектике, фасада украшених пиластрима и венцима плитке профилације. Поред балкона на спрату са гвозденом оградом, посебно је обрађен кровни венац и централни тимпанон украшен стилизованом флоралном декорацијом.
Конзерваторски радови су обављени 1992. године.

## Галерија
- Поглед са Венца Степе Степановића
- Поглед из улице краља Петра
- Поглед из улице краља Петра